# (5195) Kaendler
(5195) Kaendler es un asteroide perteneciente al cinturón de asteroides, descubierto el 26 de marzo de 1971 por Cornelis Johannes van Houten en conjunto a su esposa también astrónoma Ingrid van Houten-Groeneveld y el astrónomo Tom Gehrels desde el Observatorio del Monte Palomar, Estados Unidos.

## Designación y nombre
Designado provisionalmente como 3289 T-1. Fue nombrado Kaendler en honor a Johann Joachim Kändler, escultor y modelista de porcelana en la fábrica de porcelana de Meißen. Fue el primero en desarrollar finas figuras barrocas de porcelana, que todavía hoy se imitan.

## Características orbitales
Kaendler está situado a una distancia media del Sol de 2,162 ua, pudiendo alejarse hasta 2,446 ua y acercarse hasta 1,878 ua. Su excentricidad es 0,131 y la inclinación orbital 3,895 grados. Emplea 1161,34 días en completar una órbita alrededor del Sol.
El próximo acercamiento a la órbita terrestre se producirá el 11 de noviembre de 2130.

## Características físicas
La magnitud absoluta de Kaendler es 13,9. Tiene 4 km de diámetro y su albedo se estima en 0,283. Está asignado al tipo espectral Sl según la clasificación SMASSII.